# Heinrich Laurenz Dietz
Heinrich Laurenz Dietz (* 5. November 1888 in Mainz; † 24. März 1942 in Narva) war ein in Potsdam wirkender deutscher Architekt, dessen in der ersten Hälfte des 20. Jahrhunderts entstandene Werke den Wandel der Architekturauffassung von der Moderne der 1920er Jahre zum in den 1930er Jahren vorherrschenden Traditionalismus widerspiegeln.

## Leben
Heinrich Laurenz Dietz absolvierte eine Ausbildung an der Hessischen Baugewerk- und Gewerbeschule Bingen und ein Studium an der Technischen Hochschule Darmstadt, bevor er ab 1909 im Atelier von Peter Behrens arbeitete. 1920 gründete Dietz sein eigenes Büro in Potsdam auf dem Tornow; 1922 wurde er Mitglied im Bund Deutscher Architekten. Ab 1927 betrieb er gemeinsam mit Philipp Maschmann die Tischlerei Werkstätten Luisenhof in der Templiner Straße in Potsdam.
Dietz schuf in den 1920er und 1930er Jahren etwa 20 für die Stadt bedeutende Bauten. Er leitete den Umbau der Villa Quandt in der Virchowstraße und die Ausstattung der Turnhalle der Villa Gutmann in der Bertinistraße. Das Schützenhaus und die Schießhalle in der Michendorfer Chaussee, das Kino „Bergtheater“ am Brauhausberg und das Großsilo der Dampfmühle in der Leipziger Straße entstanden nach seinen Entwürfen. Dietz’ eigenes Wohnhaus in der Kurfürstenstraße (Villa Dietz) war ein typisches Beispiel für die klassische Moderne. Es wurde in den 1980er Jahren aufgrund schwerer Bauschäden abgetragen, auf neuen Fundamenten originalgetreu rekonstruiert. und 2012 abgerissen.
Dietz trat zum 1. Dezember 1932 in die NSDAP ein (Mitgliedsnummer 1.398.295) und wurde Stadtrat unter Bürgermeister Hans Friedrichs. Er ging Ende der 1930er Jahre eine Ateliergemeinschaft mit dem Architekten Hermann Karpenstein ein, der für die SA tätig war. Seine in dieser Zeit entstandenen Werke bezeugen den Wandel seiner Entwurfsauffassung von der Moderne hin zum Traditionalismus der nationalsozialistischen Architektur. Er war auch Ortsgruppenleiter des NS-Bundes deutscher Technik.

## Bauten

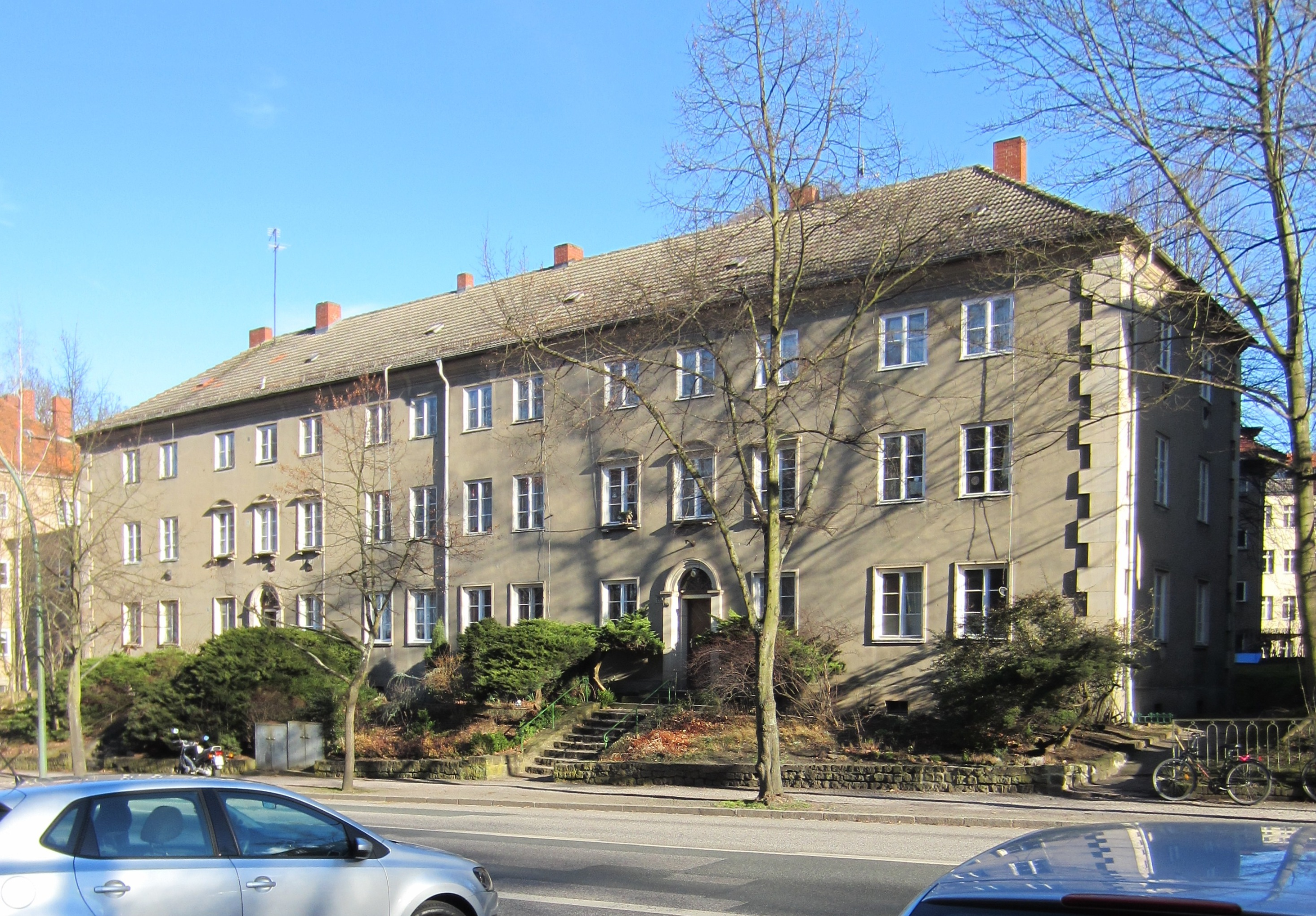
Brauhausberg 32–36

- 1927: Eigenes Wohnhaus in Potsdam, Kurfürstenstraße 24/25, 2012 abgerissen
- 1927: Haus Franz Bley, Potsdam, Leipziger Straße 56a
- 1929–1930: Wohnhaus für von Rochow in Caputh, Geschwister-Scholl-Straße 29
- 1933: Wohnanlage Dürerstraße (?)
- 1934–1936: Wohnbebauung auf dem Brauhausberg in Potsdam, Albert-Einstein-Straße 2–24 / Am Brauhausberg 25–36
- 1934–1939: Eigenheimsiedlung am Wildpark in Potsdam, Forststraße / Schlüterstraße / Im Bogen
- 1936: Siedlung Schützenplatz (zwischen Am Brauhausberg und Luckenwalder Straße)
- 1936–40: Umbau und Erweiterung der Dampfmühle Leipziger Straße 5 mit Gemeinschaftshaus und Silo
- 1937–39: Siedlung Leipziger Straße 29–44
- 1937–1939: 2. Bauabschnitt der Siedlung Am Brunnen in Potsdam, Heinrich-Mann-Allee